# قالوی‌زندان
قالوی‌زندان روستایی از توابع بخش خلیفان در شهرستان مهاباد،بوکان است که در استان آذربایجان غربی ایران قرار دارد.در دهه ۶۰ در قالو زندان یک بیمارستان عمومی بزرگ واقع بوده است

## جمعیت
این روستا در دهستان کانی‌بازار واقع شده و براساس سرشماری سال ۱۳۸۵، جمعیت آن ۴۳۸ نفر (۶۳ خانوار) بوده‌ است.